# 890-ті до н. е.
890-ті роки до н. е.  — десятиліття, що тривало з 899 до н. е. по 890 до н. е.

## Події
Шешонк ІІ став співправителем свого батька, фараона Єгипту Осоркона І ХХІІ (лівійської) династії. Одночасно він був верховним жерцем бога Амона у Фівах.

## Правителі
- фараон Єгипту Осоркон I;
- царі Ассирії Ададнерарі II та Тукульті-Нінурта II;
- цар Вавилонії Набу-шум-укін I;